# مقنه
مقنه (به عربی: مقنة) یک منطقهٔ مسکونی در لبنان است که در بقاع واقع شده‌است.